# ضولا (مجمع كولبي)
ضولا (بالإنجليزية: Dhola) هي مدينة تقع ضمن اختصاص مركز شرطة كولبي في مجمع كولبي بقسم دايموند هاربور الفرعي في منطقة جنوب 24 بارغاناس في ولاية البنغال الغربية الهندية.

### الموقع الجغرافي
تقع مدينة ضولا عند إحداثيات .

## التركيبة السكانية
وفقًا لتعداد الهند الصادر عام 2011، بلغ عدد سكان ضولا 5,804 نسمة، حيث يشكل الذكور 2,952 (51%) نسمة في حين تشكل الإناث 2,852 (49%). بلغ عدد الأشخاص في الفئة العمرية من 0 إلى 6 سنوات 1010 نسمة. كما بلغ إجمالي عدد الأشخاص الذين يعرفون القراءة والكتابة في ضولا 3,577 (74.61%) من السكان فوق 6 سنوات).

## الرعاىة الصحية
تتبع ضولا مجمع كولبي للرعاية الصحية الأولية، الذي يضم 15 سريرًا، وهو المنشأة الطبية الحكومية الرئيسية في مجمع كولبي.